# Mario Rom

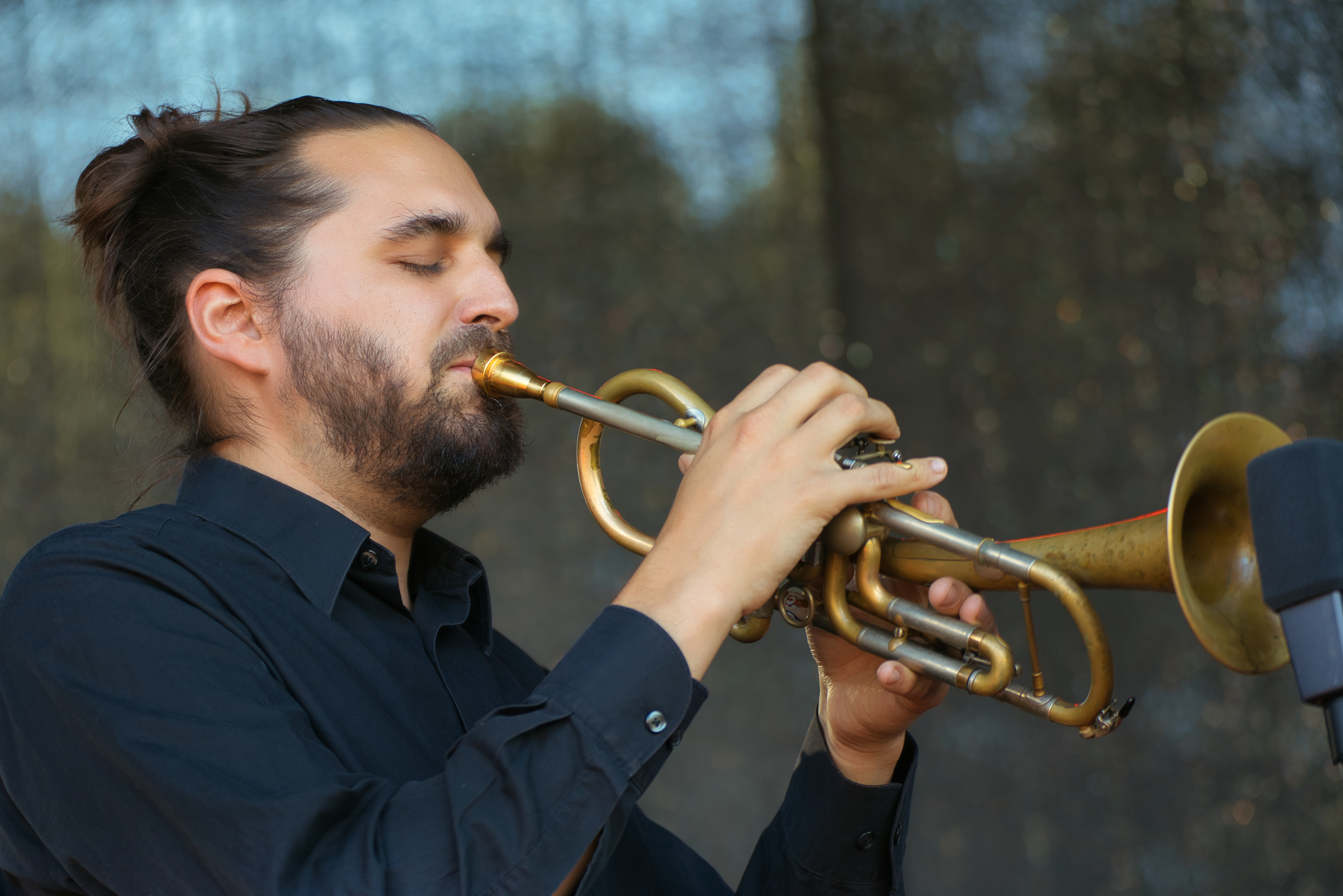
Mario Rom auf dem INNtöne Jazzfestival (2022)

Mario Rom (* 1990 in Hall bei Admont) ist ein österreichischer Jazzmusiker (Trompete, Komposition).

## Leben und Wirken
Rom erhielt mit acht Jahren ersten Trompetenunterricht bei seinem Vater, bei dem er auch in der Schul-Bigband in Admont spielte. Von 2004 bis 2013 studierte er klassische Trompete an der Anton Bruckner Privatuniversität Linz bei Josef Eidenberger. Er nahm weiteren Unterricht u. a. bei Laurie Frink, Ralph Alessi, Ellery Eskelin, Harold Mabern, Eric Alexander, Thomas Gansch, Klaus Schuhwerk und Frits Damrow.

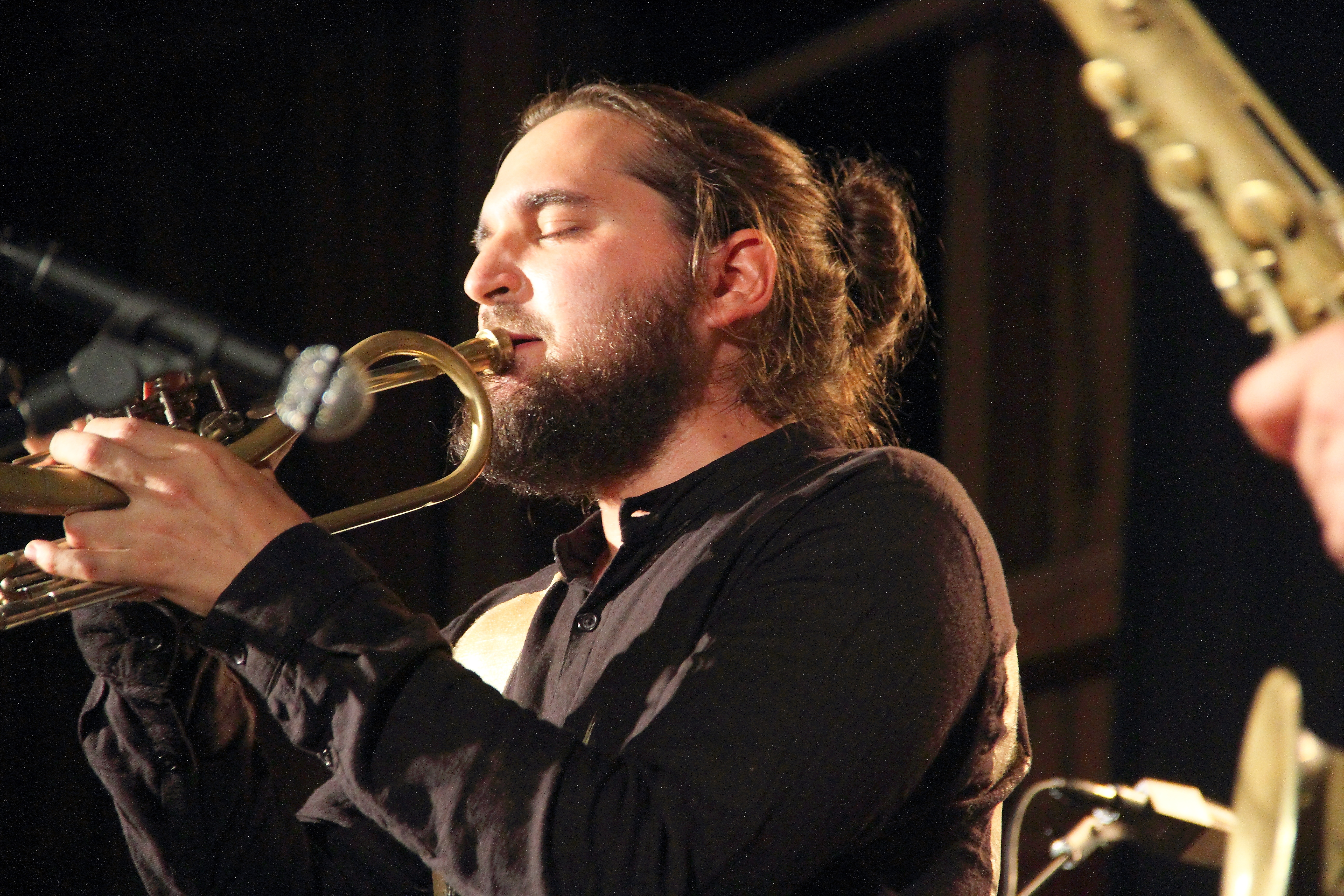
Mario Rom (2017)

Mit der Band Generations Unit nahm er 2011 eine CD unter der Leitung und Mitwirkung von Adrian Mears auf. Er gründete sein Trio Interzone (mit Lukas Kranzelbinder und Herbert Pirker), das 2012 sein erstes und 2017 sein drittes Album veröffentlichte. Mit ihm tourte er durch Deutschland, Marokko, Mexiko, China, Israel und Nordamerika. Das Trio bildet auch den Kern von Kranzelbinders Septett Shake Stew (Golden Fang, 2017), das seit der Gründung 2016 als eine der wichtigen Formationen der österreichischen Szene gilt. Weiterhin arbeitete er mit Christoph Cech, Luis Bonilla, Michael Mantler, Harri Stojka, Dave Liebman, Harry Sokal, Andrej Prozorov, aber auch beim Janus Ensemble, Studio Dan, Memplex, Max Brand Ensemble, Jazzwerkstatt Wien oder Nouvelle Cuisine. Er ist auch auf Alben von Fiva, Lia Pale und Harry Pepl zu hören. Kranzelbinder holte ihn 2018 mit Fiston Mwanza Mujila und den Musikern Johannes Schleiermacher, Mona Matbou Riahi, Gregory Dargent und Dave Smith zum SWR New Jazz Meeting.
Mit November 2019 wurde Mario Rom als Professor für Jazz-Trompete an das Institut für Jazz und Improvisierte Musik der Anton Bruckner Privatuniversität berufen. In Erwin Wagenhofers Film But Beautiful – Nichts existiert unabhängig (2019) wurde er neben Lucia Pulido und Kenny Werner porträtiert.

## Preise und Auszeichnungen
Rom erhielt mehrere erste Preise bei Prima la musica; 2007 war er Gewinner der Marianne Mendt Jazz Competition. 2010 wurde er beim Jazztreffen in Frauenfeld in die Band „Generations Unit“ gewählt.

## Diskographische Hinweise
- Nothing is True (Laub Records 2012, mit Lukas Kranzelbinder, Herbert Pirker)
- Everything is Permitted (Traumton 2015)
- Truth is Simple to Consume (Traumton 2017)
- Mario Rom’s Interzone: Eternal Fiction (Traumton, 2021), mit Lukas Kranzelbinder, Herbert Pirker